# Třída Dubna
Třída Dubna je třída zásobovacích tankerů sovětského námořnictva zdoby studené války. Postaveny byly celkem čtyři jednotky, které po zániku sovětského námořnictva převzalo ruské námořnictvo.

## Stavba
Čtveřici tankerů této třídy postavila v letech 1972–1980 finská loděnice Rauma-Repola ve městě Rauma.
Jednotky třída Dubna:
| Jméno   | Spuštěna | Vstup do služby | Status |
| ------- | -------- | --------------- | --- |
| Dubna   | 1974     | 1974            | Aktivní |
| Irkut   | 1975     | prosinec 1975   | Vyřazen 1996. V letech 1996–2000 sloužil jako civilní tanker.                                               |
| Pečenga | 1978     | 10. ledna 1979  | K roku 2001 sloužil jako komerční civilní tanker.                                                           |
| Sventa  | 1978     | duben 1979      | Dne 1. července 1997 zařazen ukrajinským námořnictvem jako Kerč (U758). Později prodán civilnímu uživateli. |

## Konstrukce

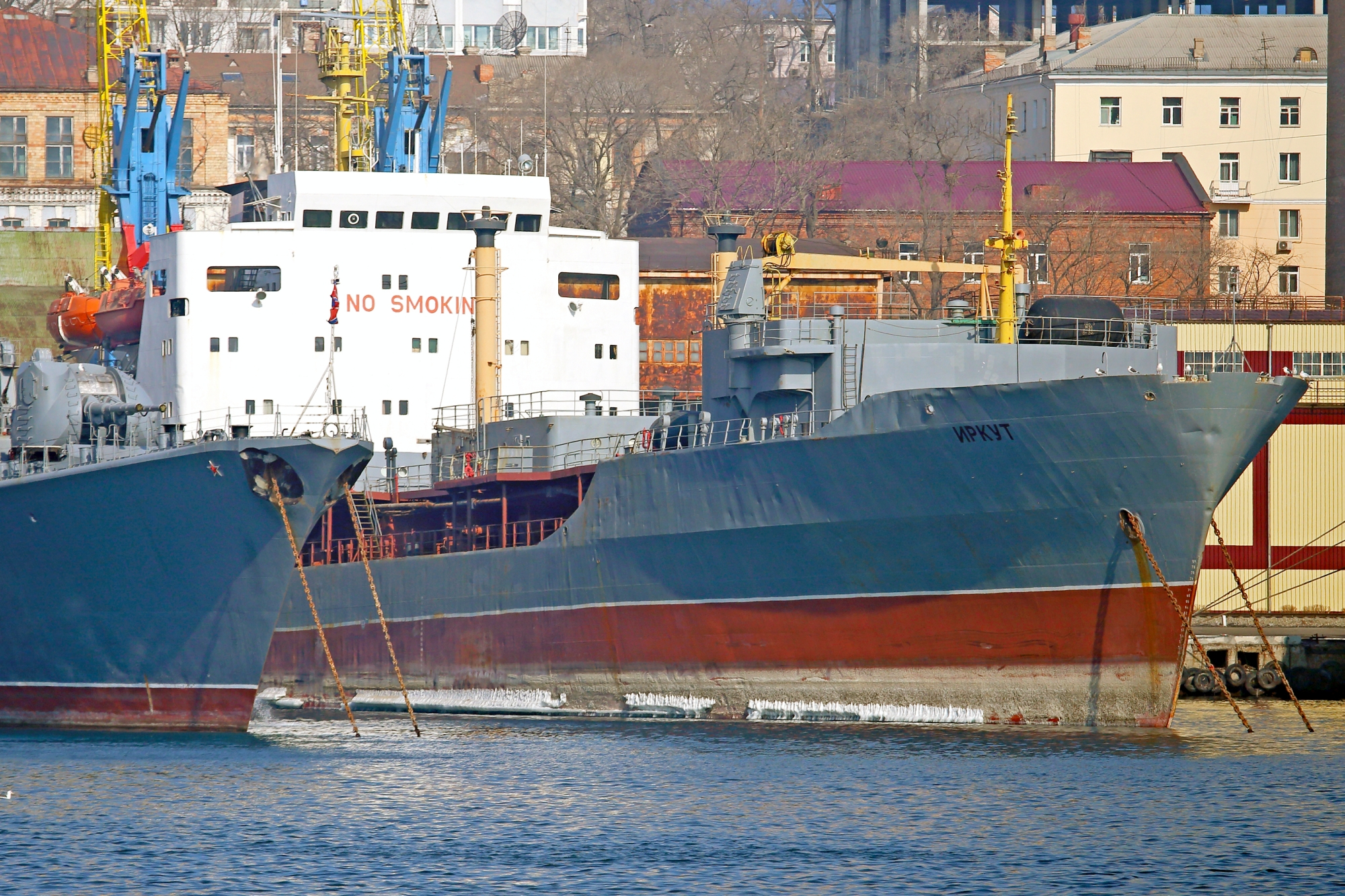
Irkut

Kapacita činí 2100 tun paliva, 120 tun oleje, 900 tun vody, 50 tun zásob a 50 tun náhradních dílů. Pohonný systém tvoří jeden diesel Russkij 8DRPH 23/230 o výkonu 6000 bhp. Nejvyšší rychlost je 16 uzlů. Dosah je 8000 námořních mil při rychlosti 15 uzlů.